# Invasiones bárbaras en Guipúzcoa
Las invasiones bárbaras en Guipúzcoa, provincia del País Vasco (España),  hacen referencia a una serie de incursiones y asentamientos protagonizados por pueblos germánicos en el territorio guipuzcoano durante la Antigüedad tardía, tras la romanización de la región en el siglo V d. C.
Entre los pueblos que desempeñaron un papel relevante durante este periodo se encuentran los visigodos y los suevos, que llegaron  en el siglo V, así como los francos, que dominaron la región en el siglo VI. Estas migraciones humanas formaban parte del contexto más amplio de las denominadas invasiones bárbaras, que afectaron a todo el Imperio romano de Occidente.

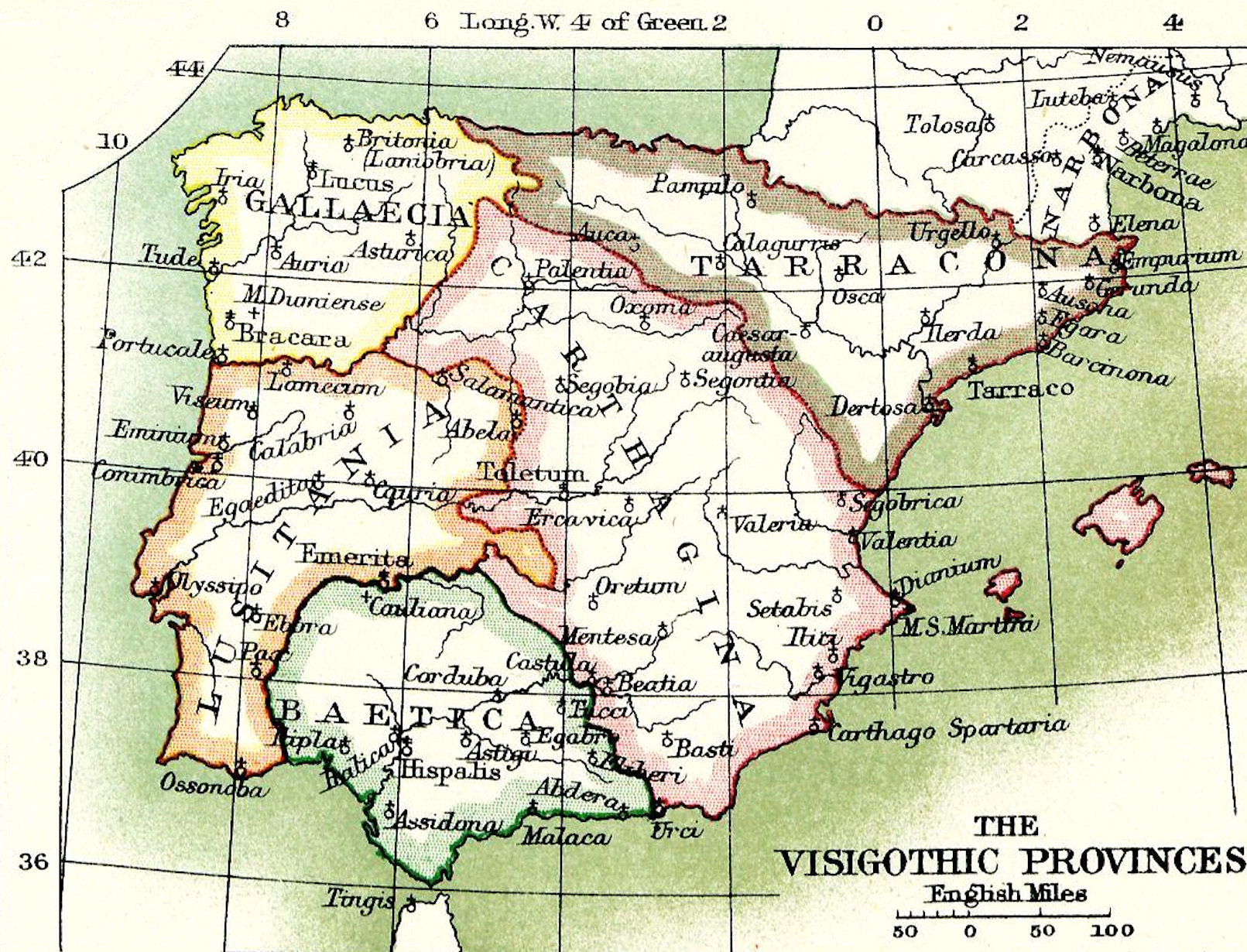
Visigodos en la Península Ibérica hacia 700 d. C.

A diferencia de la etapa romana, este periodo se distinguió por un aumento de la conflictividad.  Diversas fuentes históricas y arqueológicas sugieren que los habitantes de Guipúzcoa no se integraron con los invasores, viéndose forzados  en muchos casos a  emigrar hacia territorios de Castilla.
La llegada de los musulmanes a la península ibérica en el año 711, y el consiguiente colapso del reino visigodo, supuso el fin de las incursiones germánicas en la zona. Este acontecimiento marcó el cierre de esta etapa histórica en Guipúzcoa, dando paso a una nueva configuración político-cultural.

## Descripción
El colapso del Imperio romano de Occidente en el siglo V facilitó la entrada de diversos pueblos germánicos en la península ibérica. Este proceso afectó también al territorio de Guipúzcoa, aunque con características propias debido a su situación geográfica y escasa romanización en comparación con otras regiones.
Tras las invasiones iniciales, la documentación escrita sobre Guipúzcoa se vuelve prácticamente inexistente entre los siglos V y X. Este vacío historiográfico, sumado a la escasez de estratos arqueológicos correspondientes a ese periodo, ha llevado a los historiadores a plantear la hipótesis de una despoblación parcial o una transformación significativa en el patrón de asentamiento. Se cree que parte de los antiguos pobladores pudieron emigrar hacia otras zonas limítrofes en busca de mayor estabilidad.
Durante este periodo se produjo un retroceso en el modo de vida, caracterizado por la desaparición de estructuras poblacionales  y un regreso a formas de subsistencia básicas. La economía local habría quedado reducida mayoritariamente a la agricultura y la ganadería de subsistencia, en un contexto de aislamiento y fragmentación política.

Carolingios en Europa hacia el año 800 d. C.

En Guipúzcoa, los  restos arqueológicos,  testimonios romanos y la hidronimia, señalan a una población prerromana  de probable origen celta. Tras el declive del Imperio Romano  hubo importantes flujos migratorios asentados en  Guipúzcoa.  Los más importantes fueron  los siguientes:
- Visigodos en el siglo V d. C.[6]

- Merovingios y carolingios en el siglo VI.[7]
- Vikingos en el siglo IX. Aunque su asentamiento en la provincia fue limitado, su presencia como zona de paso e influencia  fue importante durante todo el siglo.[8]

- Respecto a los vascones, los historiadores no han consensuado una teoría única, aunque la más aceptada sería la de un asentamiento en Guipúzcoa paulatino a lo largo de la historia con una época más intensa en el periodo de las invasiones bárbaras.

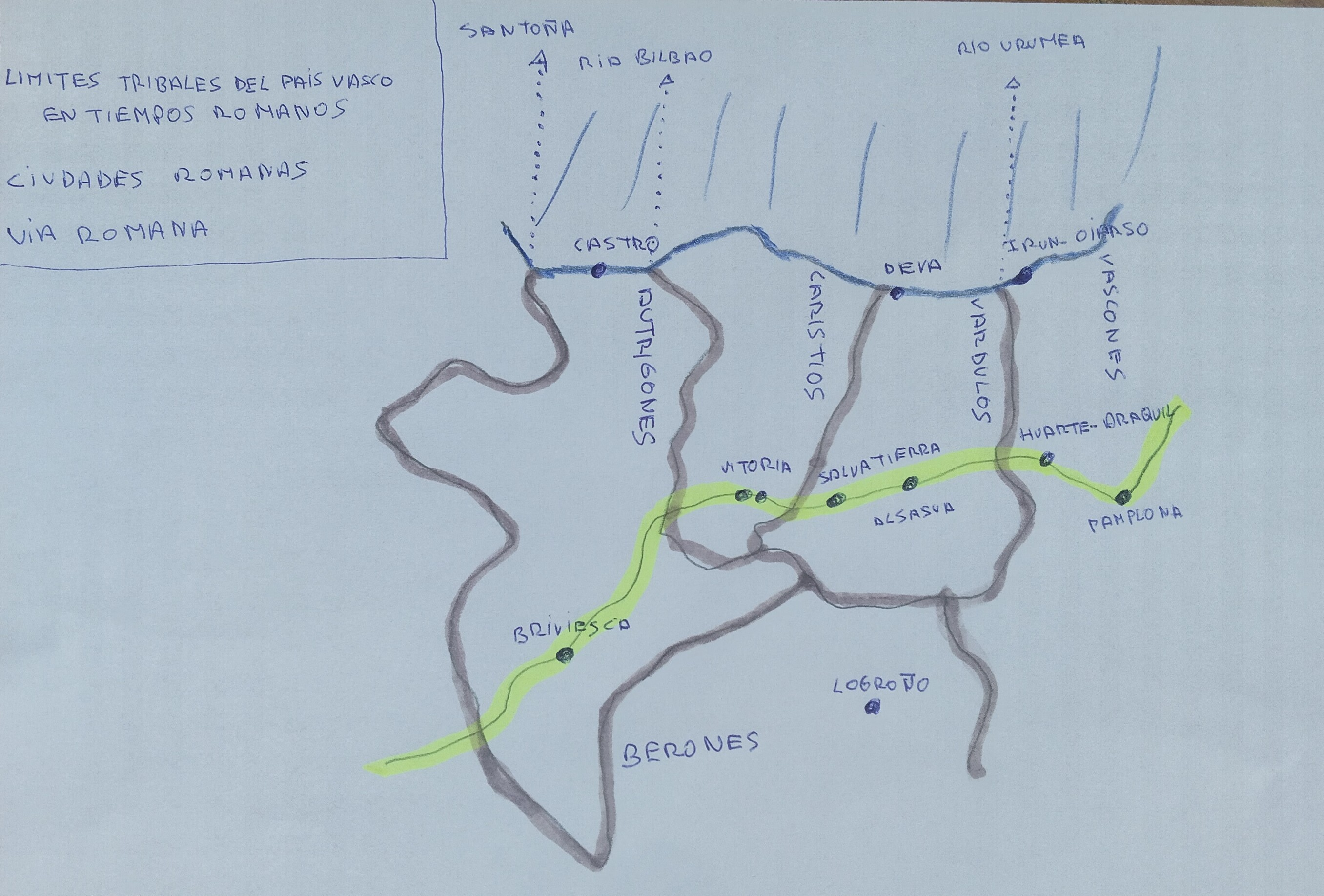
Tribus del Cantábrico Oriental en tiempos romanos

Mención aparte fueron otros pueblos germánicos que, con toda probabilidad, pasaron por Guipúzcoa sin asentarse en el territorio como los suevos, vándalos y alanos. Hidacio describió la llegada de los hérulos, pertenecientes al pueblo suevo,  por mar en siete naves que saquearon ferozmente  a los pueblos costeros guipuzcoanos en el año 453 d. C.
Se estima que hacia el siglo X, la población de Guipúzcoa rondaba los 14.000 habitantes. Este reducido número, en el contexto de una sociedad mayoritariamente rural,  dispersa y atrasada, sugiere una estructura social basada en comunidades pequeñas, con una gran diversidad de influencias culturales y lingüísticas. La convivencia de distintos grupos poblacionales habría dado lugar a una amalgama de tradiciones, costumbres e idiomas, la mayoría de ellos ya desaparecidos.
Con el paso del tiempo, este mosaico cultural comenzó a experimentar un proceso de homogeneización, en gran parte favorecido por la expansión del cristianismo y la creciente influencia de las monarquías de Navarra y, posteriormente, Castilla. La institucionalización religiosa, la reorganización territorial y la consolidación del poder feudal contribuyeron a integrar progresivamente el territorio guipuzcoano dentro de las estructuras políticas emergentes del norte peninsular. 